# Diego Luis de San Vitores
Diego Luis de San Vitores (Burgos, 1627 – Guam, 1672) fou un jesuïta castellà, missioner a l'illa de Guam i responsable de l'establiment de la corona espanyola a les Illes Mariannes. Mort com a màrtir, és venerat com a beat per l'Església catòlica.

## Orígens
Fill d'un noble, fou batejat com a Diego Jerónimo de San Vitores y Alonso de Maluendo. Els seus pares volien que seguís la carrera militar, però volgué seguir-ne la religiosa i el juliol de 1640 entrà al noviciat jesuïta de Villarejo de Fuentes, ordenant-se com a prevere ek 23 de desembre de 1651. Fou professor, mentrestant, de filosofia i teologia a Alcalá de Henares i Madrid.
Volgué predicar en les missions d'Àsia i fou enviat a Manila (Filipines). En 1662, de camí a les Filipines, va fer escala a Guam i li quedà el desig de tornar-hi per evangelitzar l'arxipèlag. Tres anys després, persuadí el rei Felip IV d'Espanya que enviés una missió cristiana a establir-se a Guam.

## Missió de Guam
Des d'Espanya, anà a Mèxic, on no pogué convèncer el virrei espanyol perquè sufragués la missió a Guam, fins que en 1668, Diego Luis de San Vitores sortí d'Acapulco a Guam. En arribar-hi, San Vitores anomenà l'arxipèlag de Chamorro "Illes Mariannes" en honor de la reina regent Marianna d'Àustria i de la Mare de Déu. Desembarcaren a Guam al poble de Hagåtña, on fou rebut pel cap chamorro Kepuha, que li donà terres per establir-hi una missió catòlica. El 2 de febrer de 1669, San Vitores inaugurà la primera església a Hagåtña, dedicada al Dolç Nom de Maria.

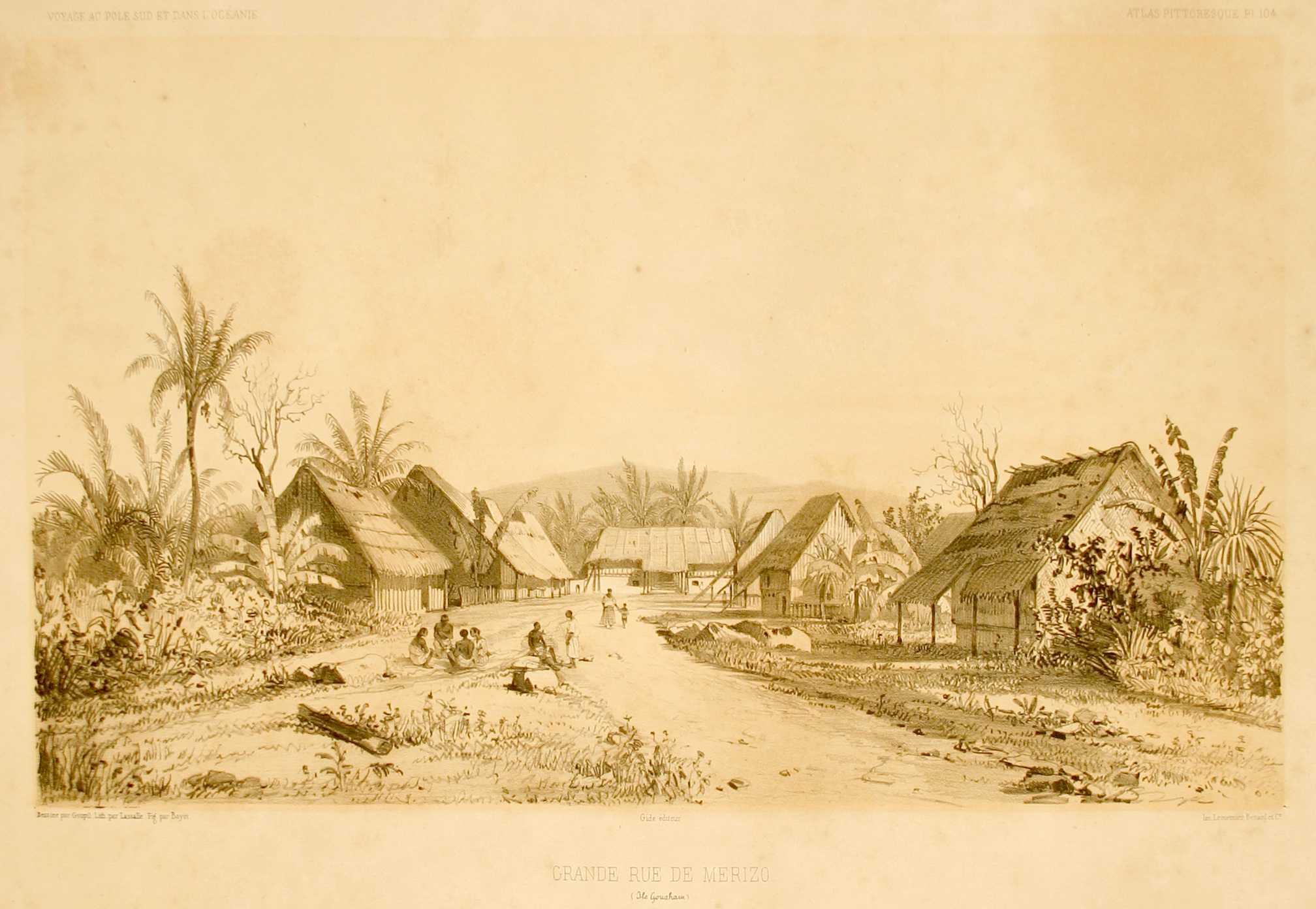
Planxa gravada de 1846, amb una vista de Merizo, poble de Guam

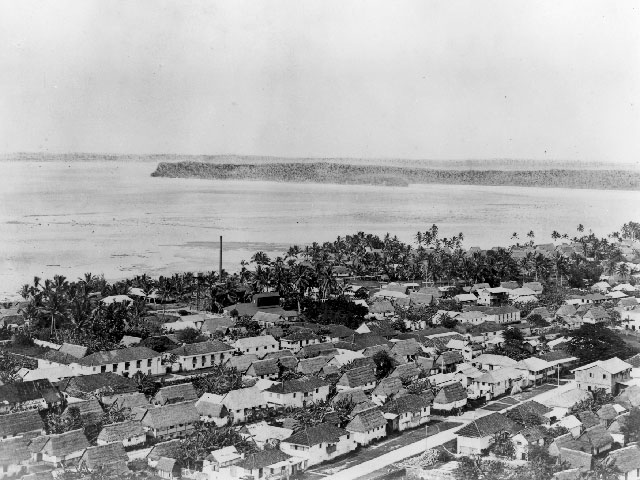
Hagåtña a començament del segle XX

En morir Kepuha en 1669, la relació amb els nobles chamorro empitjoraren i acabà en una guerra oberta, en 1671, on els indígenes eren comandats pel nou cap Hurao. Després d'alguns atacs a la missió, es negocià una pau. Tot i que San Vitores no volia recórrer a l'exèrcit, hagué de garantir una presència militar per protegir els religiosos de la missió. En 1672, es construïren esglésies en quatre poblacions de Guam, entre elles Merizo. El mateix any, la resistència chamorro cresqué, impulsada pels sacerdot Makahnas i la sacerdotessa Kakahnas, que temien perdre la seva influència sobre el seu poble arran de la consolidació del cristianisme.

## Mort
El 2 d'abril de 1672, Mata'pang i Hirao mataren Diego de San Vitores i el seu ajudant Pedro Calungsod, filipí del poble visayan. San Vitores havia batejat la filla de Mata'pang sense el consentiment d'aquest (la mare de la noia sí que hi era d'acord).
La mort de San Vitores portà la represa de la guerra contra els chamorro, els caps dels quals volien desfer-se dels colonitzadors espanyols. La campanya es perllongà durant més de 25 anys; unida amb les epidèmies de malalties desconegudes allí, massacraren el poble chamorro, que fou finalment vençut.